# Jinghe (socken i Kina)
Jinghe (kinesiska: 静河, 静河乡) är en socken i Kina. Den ligger i provinsen Hunan, i den södra delen av landet, omkring 47 kilometer norr om provinshuvudstaden Changsha. Antalet invånare är 26484. Befolkningen består av 12 802 kvinnor och 13 682 män. Barn under 15 år utgör 17,0 %, vuxna 15-64 år 71 %, och äldre över 65 år 10,0 %.
Genomsnittlig årsnederbörd är 1 683 millimeter. Den regnigaste månaden är maj, med i genomsnitt 292 mm nederbörd, och den torraste är december, med 45 mm nederbörd.